# 都虞候
都虞候是唐朝中後期至遼國時期的一種軍官名。都虞候原是虞候的一種，在唐朝中後期的節度使中已開始設置，此時是負責整頓軍中軍紀的軍官。五代至宋朝時中央設置的都虞候為統兵官。五代時各地方設置的都虞候則是負責刑獄和捕盜。